# Chaetosphaera cucullata
Chaetosphaera cucullata är en ringmaskart som beskrevs av Ehlers 1913. Chaetosphaera cucullata ingår i släktet Chaetosphaera och familjen Polynoidae. Inga underarter finns listade i Catalogue of Life.